# Riz pluvial

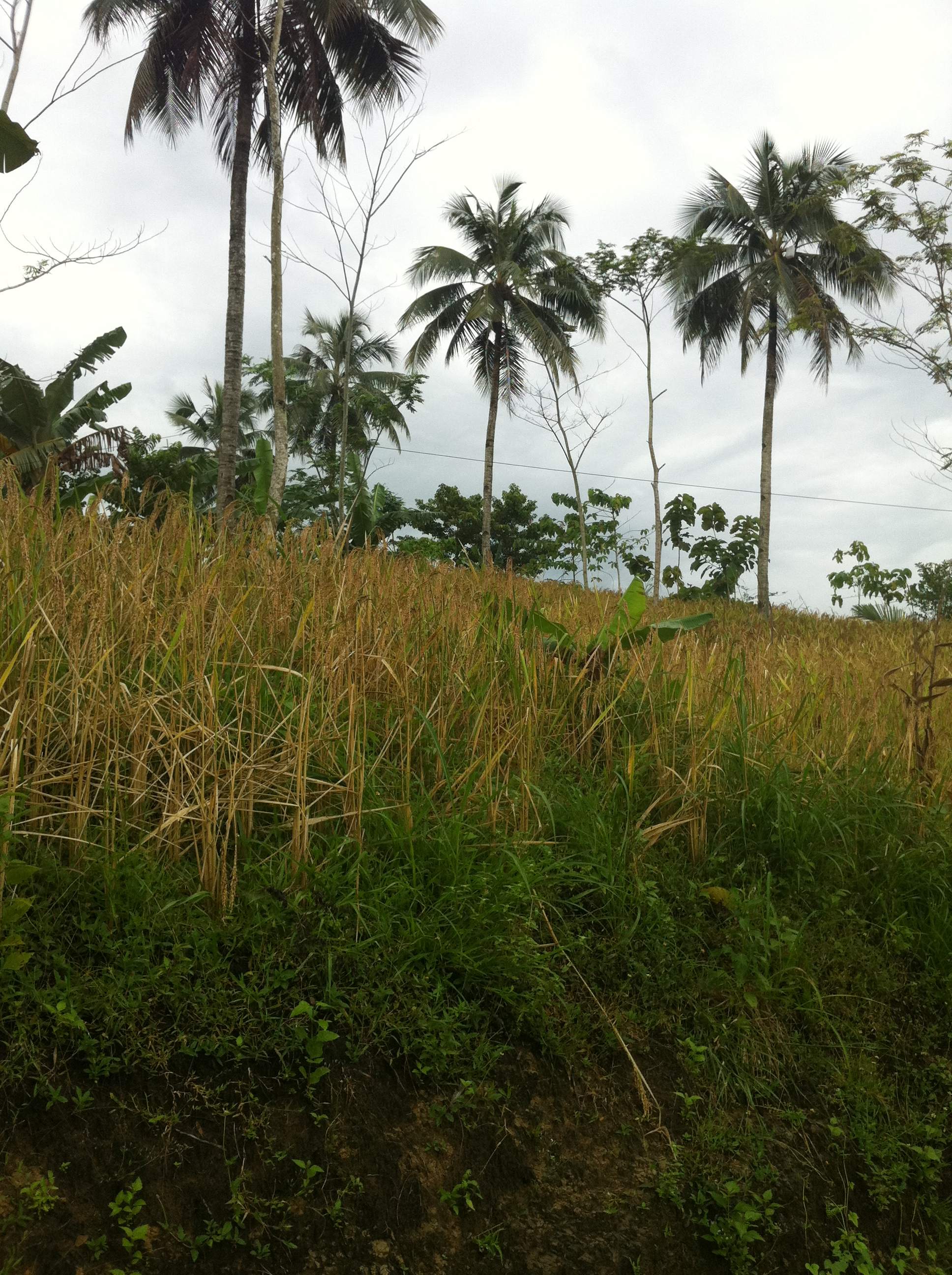
Plants de riz pluvial.

Le riz pluvial (aussi appelé riz de montagne) est le riz qui est cultivé sans être immergé, c'est-à-dire non pas dans une rizière, mais dans un champ.
Il peut être utilisé comme culture de couvre-sol (lors des cultures sans-labour) protégeant le sol de l'érosion avant semis d'une autre plante (parfois désherbé avec un pesticide). 
Ce mode de culture est dit « riziculture pluviale ». Il est aujourd'hui notamment développé en Afrique de l'ouest, et dans quelques zones tropicales à titre expérimental ou de culture traditionnelle. 
Les rendements sont plus faibles, mais moins dépendant d'une ressource abondante en eau.
En 2016, la technique du riz pluvial ne représentait que 13 % des surfaces consacrées à la riziculture dans le monde.